# Émile Gosselin
Émile Gosselin (Lovaina, 17 de novembre de 1921 - Oostende, 13 de març de 1982) fou un ciclista belga, que competí en el ciclisme en pista.
El seu germà Pierre també fou ciclista professional.

## Palmarès
- 1943
  -  Campió de Bèlgica en Velocitat
  - 1r al Gran Premi de l'UVF
- 1945
  - 1r al Gran Premi de l'UVF
- 1951
  -  Campió de Bèlgica en Velocitat
- 1952
  -  Campió de Bèlgica en Velocitat
- 1953
  -  Campió de Bèlgica en Velocitat
- 1954
  -  Campió de Bèlgica en Velocitat
- 1955
  -  Campió de Bèlgica en Velocitat
- 1956
  -  Campió de Bèlgica en Velocitat